# 정신 모델
정신 모델 또는 정신 모형 또는 멘털 모델(mental model)은 인지, 추론 및 의사결정에서 중요한 역할을 한다고 가정된 외부 현실의 내부 표현이다. 이 용어는 1943년 케네스 크레이크(Kenneth Craik)가 만들어낸 것으로 그는 마음이 사건을 예측하는 데 사용하는 현실의 "소규모 모델"을 구성한다고 제안했다.
정신 모델은 행동을 형성하고 문제 해결(개인 알고리즘과 유사) 및 작업 수행에 대한 접근 방식을 설정하는 데 도움이 될 수 있다.
심리학에서 정신 모델이라는 용어는 일반적으로 정신 표현이나 정신 시뮬레이션을 지칭하는 데 사용된다. 스키마(심리학)의 개념과 개념 모델은 인지적으로 인접해 있다. 다른 경우에는 정신 모델 및 추론과 필립 존슨-레어드(Philip Johnson-Laird) 및 루스 M.J. 번(Ruth M.J. Byrne)이 개발한 추론의 정신 모델 이론을 지칭하는 데 사용된다.

## 같이 보기
- 인지심리학
- 개념 모형
- 교육심리학
- 지식 표현
- 신경언어 프로그래밍
- 신경경제학
- 신경가소성
- 프시케 (심리학)
- 시스템 다이내믹스